# 거리측량

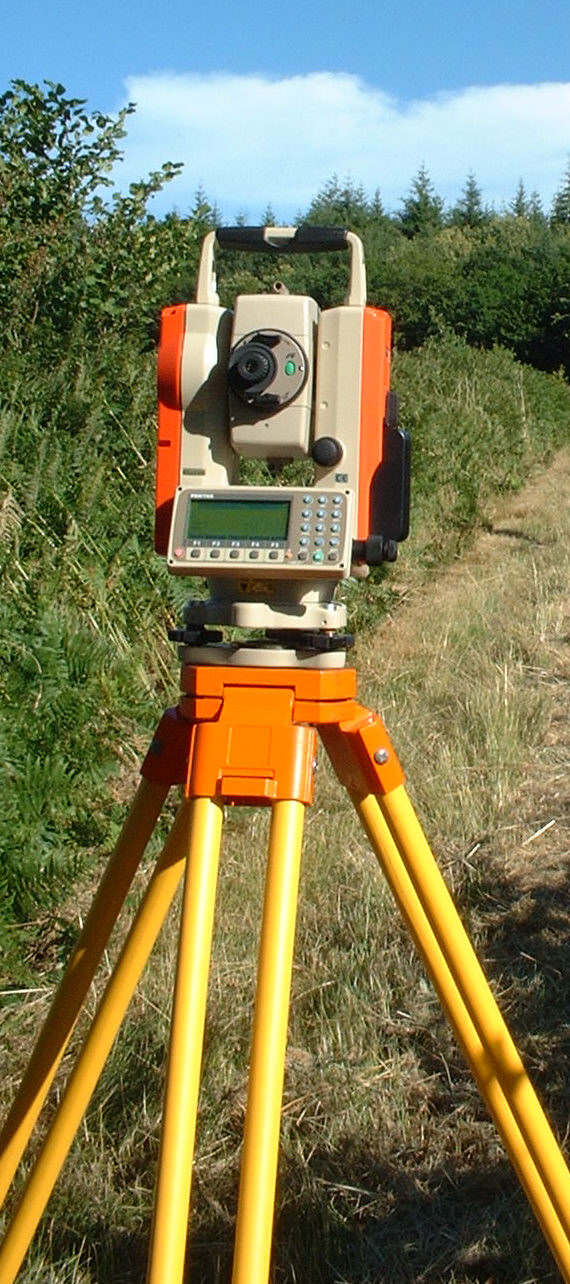
토탈스테이션은 전자파를 이용한 거리측량기구이다.

거리측량이란 측량학에서 줄자, 토탈스테이션 등으로 두 지점간 거리를 재는 것을 말한다. 실측이라는 점에서 매우 중요하다.

## 종류
- 간략거리측량

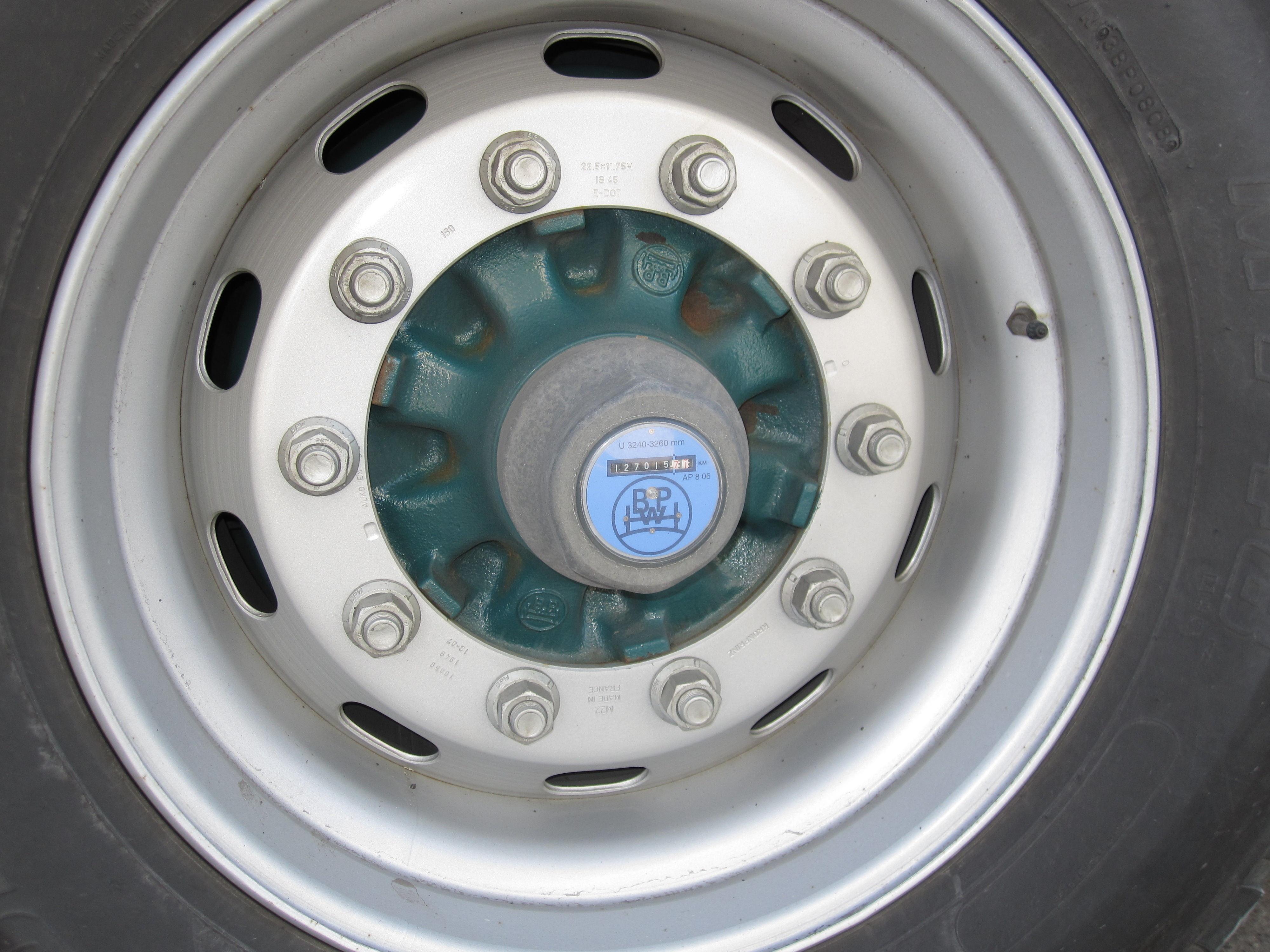
바퀴에 달린 윤정계

  - 보측 : 발걸음 수를 이용해 거리를 재는 방법. 정밀도가 떨어진다.[3]
  - 목측 : 육안으로 거리를 재는 방법. 보측보다 정밀도가 더 낮다.[4]
  - 음측 : 소리를 이용해 거리를 재는 방법.[5]
  - 윤정계(odometer) : 바퀴의 회전수를 이용해 거리를 재는 방법. 들고 다닐 수 있는 바퀴가 달린 막대 혹은 자동차 바퀴에 주행거리계를 장착하여 거리를 잰다.[5]
  - 시각법 : 높이를 아는 두 대상물을 이용하여 거리를 재는 방법. 포병들이 과거에 쓰던 방법이다.[6]

- 간접거리측량
  - 전자파를 이용한 방법 : 높은 정밀도로 편리하게 거리를 관측할 수 있다.[7]

- 직접거리측량
  - 줄자를 이용한 방법

## 줄자 정오차 보정
줄자를 사용해 거리측량을 할 때 여러 가지 요인에 의해 정오차가 발생하므로 보정해주어야 한다. 보정해야하는 항목들은 다음과 같다.
1. 부정확한 줄자의 길이 보정(줄자 특성값 보정)
2. 온도변화에 따른 줄자 신축 보정
3. 관측지점간 경사에 따른 보정
4. 줄자 처짐 보정
5. 줄자를 팽팽하게 당김에 의한 인장 보정
6. 평균해수면 보정

특히 평균해수면 보정은 5번까지의 보정이 끝난 후에 최종적으로 해야 한다.

### 부정확한 줄자의 길이 보정
줄자를 사용하다 보면 변형이 생긴다. 따라서 표준줄자와 비교하여 길이 보정을 해주게 된다. 표준줄자보다 길어진 줄자로 같은 거리를 측정하면 실제보다 짧은 거리가 측정될 것이므로 보정량만큼 더해준다. 반대로 표준줄자보다 짧아진 줄자로 같은 거리를 측정하면 실제보다 긴 거리가 측정될 것이므로 보정량만큼 빼준다. 보정량 Ci(Correction for incorrect length)는 다음과 같다.
{\displaystyle C_{i}={\frac {\Delta l}{l_{s}}}L}
{\displaystyle \Delta l} : 사용 줄자 길이 - 표준줄자 길이
{\displaystyle l_{s}} : 표준줄자 길이
L : 관측 거리

### 온도변화에 따른 줄자 신축 보정
온도가 높은 환경에서 측정하면 줄자가 늘어나는 반면, 온도가 낮은 환경에서 측정하면 줄자가 줄어들어 이에 따른 정오차가 발생한다. 온도에 따른 신축 보정량 Ct(Correction for temperature)은 다음과 같다. 부정확한 줄자의 길이 보정과 마찬가지로 늘어난 줄자에 대해선 보정량을 더해주고, 줄어든 줄자에 대해서는 보정량을 빼준다.
{\displaystyle C_{t}=\alpha (T-T_{s})L}
α : 줄자의 선팽창계수
T : 측정 시 줄자 온도
Ts : 표준온도(15°C)

### 관측지점간 경사에 따른 보정

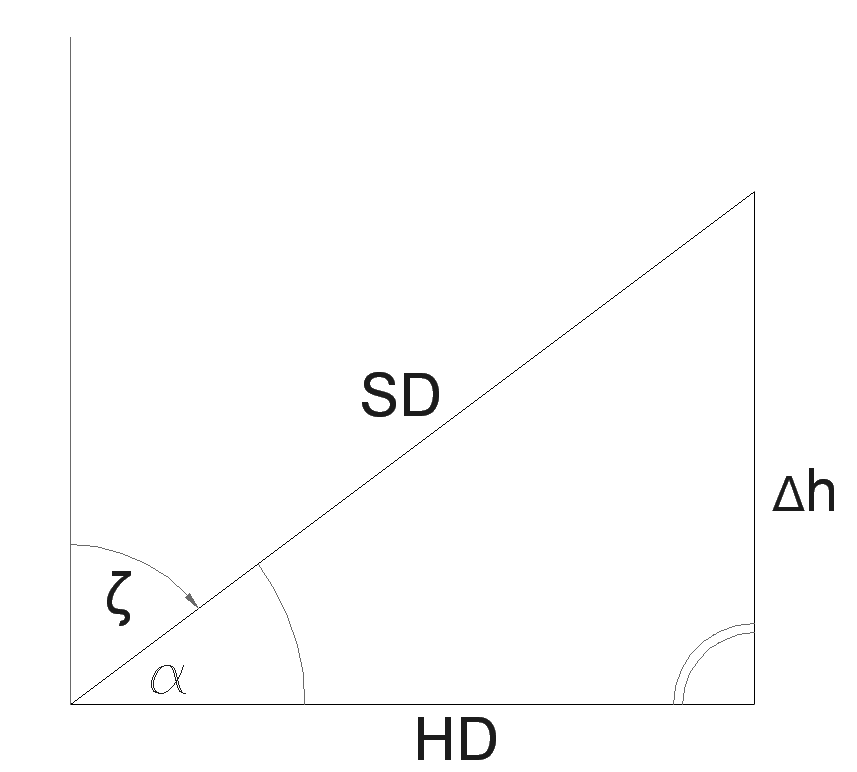

우측 그림과 같이 경사진 지형에서 거리측량을 하는 경우 측정하고자 하는 거리는 수평거리 HD이나, 실제 재는 거리는 경사거리 SD이므로 수평거리 HD를 구하기 위해 보정을 해주어야 한다. 만약 각측량을 통해 경사각 α를 관측한다면 보정할 필요 없이 HD=SD cos α이다.
그러나 일반적으로는 수직거리 Δh를 통해 수평거리 SD를 구한다. 피타고라스 정리에 의해 {\displaystyle HD={\sqrt {SD^{2}-(\Delta h)^{2}}}}이며, 이것을 이항 정리를 통해 다음과 같이 간략화할 수 있다.
- 경사가 완만한 경우 보정량 : {\displaystyle C_{g}=HD-SD=-{\frac {(\Delta h)^{2}}{2SD}}}
- 경사가 급한 경우 보정량 : {\displaystyle C_{g}=HD-SD=-\left({\frac {(\Delta h)^{2}}{2SD}}+{\frac {(\Delta h)^{4}}{8(SD)^{3}}}\right)}

경사보정 Cg(Correction for graduation)는 경사거리 SD가 항상 수평거리 HD보다 크므로 늘 음수(-)값이다.

### 줄자 처짐 보정
줄자는 중력에 의해 처짐이 발생한다. 따라서 줄자의 처짐에 의한 보정 Cs(Correction for sag)을 해주어야한다. 처진 줄자는 실제 거리보다 더 긴 관측값을 얻게 할 것이다. 따라서 처짐에 의한 보정량은 항상 빼준다.
{\displaystyle C_{s}=-{\frac {L}{24}}\left({\frac {wl}{P}}\right)^{2}=-{\frac {nl}{24}}\left({\frac {wl}{P}}\right)^{2}}
w : 줄자 단위중량
{\displaystyle l} : 줄자 지지점 사이 거리
n : 지지막대 개수
L : 전체 관측 거리({\displaystyle L=nl})
P : 줄자에 가해진 장력

### 줄자를 팽팽하게 당김에 의한 인장 보정
줄자를 당기면서 장력이 발생하는데 이에 따라 줄자가 늘어나게 된다. 따라서 장력에 따른 보정을 해준다. 장력은 장력계나 스프링 저울을 이용하여 측정한다. 표준장력보다 장력이 크면 보정량만큼 더해주고, 표준장력보다 장력이 작으면 보정량만큼 빼준다. 장력에 따른 보정량 Cp(Correction for pull)는 다음과 같다.
{\displaystyle C_{p}={\frac {L}{AE}}(P-P_{s})}
P : 관측 시의 장력
Ps : 표준장력(10kg)
A : 줄자 단면적
E : 줄자 탄성 계수

### 평균해수면 보정

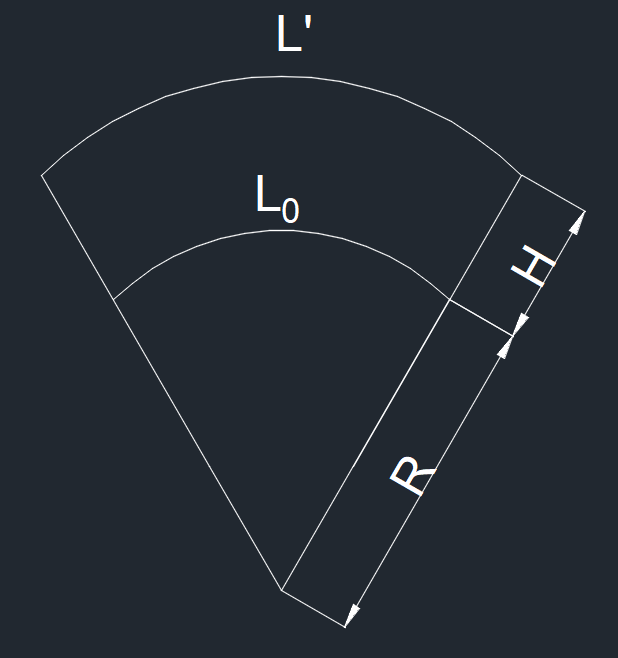

인장 보정까지 끝난 거리 L'은 평균해수면으로부터 H만큼 높은 곳에 있는 지표면상의 거리이다. 따라서 기준면인 평균해수면상의 거리로 바꿔주어야 한다. 이를 표고보정량이라고도 하며, 항상 기준면상에서의 거리가 지표면상에서의 거리보다 작으므로 보정량 Ch(Correction for height)는 음수(-)이다. 닮음비와 이항 정리를 이용하여 보정량을 구하면 다음과 같다.
{\displaystyle C_{h}=-{\frac {L'H}{R}}}
따라서 표고보정까지 마친 기준면상의 거리 {\displaystyle L_{0}=L'+C_{h}}이다.

## 참고 문헌
- 이재기; 최석근; 박경식; 정성혁 (2013). 《측량학1》 2판. 형설출판사. ISBN 978-89-472-7336-7.
- 최용기; 박기용 (2015). 《토목기사 과년도 시리즈 - 측량학》. 성안당. ISBN 9788931568080.

## 같이 보기
- 경위의
- 트래버스 측량
- 삼각측량
- 지리좌표 거리